# Fougax-et-Barrineuf
Fougax-et-Barrineuf település Franciaországban, Ariège megyében. Lakosainak száma 430 fő (2022. január 1.). Fougax-et-Barrineuf L’Aiguillon, Bélesta, Bénaix, Montségur, Belcaire, Comus és Roquefeuil községekkel határos.

## Népesség
A település népességének változása:
| Lakosok száma | 542  | 492  | 506  | 499  | 453  | 439  | 436  | 432  | 429  | 430  |
|               | 1968 | 1982 | 1990 | 2006 | 2013 | 2015 | 2017 | 2019 | 2020 | 2022 |